# Dioctria hermonensis
Dioctria hermonensis är en tvåvingeart som beskrevs av Oskar Theodor 1980. Dioctria hermonensis ingår i släktet Dioctria och familjen rovflugor.
Artens utbredningsområde är Israel. Inga underarter finns listade i Catalogue of Life.